# بيتر هاريسون (مهندس معماري)
بيتر هاريسون (بالإنجليزية: Peter Harrison) (و. 1716 – 1775 م) هو مهندس معماري من مملكة بريطانيا العظمى، ولد في يورك، توفي في نيو هيفن، كونيتيكت، عن عمر يناهز 59 عاماً.